# Cúp các câu lạc bộ đoạt cúp bóng đá quốc gia châu Á 1996–97
Đội vô địch Cúp các câu lạc bộ đoạt cúp bóng đá quốc gia châu Á 1996, giải thi đấu bóng đá được tổ chức bởi AFC, được liệt kê bên dưới.

## Vòng Một

### Tây Á
| Đội 1                      | TTS        | Đội 2                  | Lượt đi | Lượt về |
| -------------------------- | ---------- | ---------------------- | ------- | ------- |
| Navbahor Namangan          | 6–6 (a)    | Jawiya                 | 4–1     | 2–5     |
| Pakhtakor Dzhabarrasulovsk | 1–5        | Semetei Kyzyl-Kiya     | 0–2     | 1–3     |
| Turan Daşoguz              | 1–5        | Ordabasy-SKIF Chimkent | 0–0     | 1–5     |
| Al Hilal                   | (w/o)1     | Al Qadisiyah           |         |         |
| Al Arabi                   | 1–1 (3–0p) | Al Ansar               | 0–1     | 1–0     |
| Bani Yas                   | 3–4        | Al Ittihad             | 3–3     | 0–1     |
| Esteghlal                  | miễn đấu   |                        |         |         |
| Al-Nasr                    | miễn đấu   |                        |         |         |

1 Al Qadisiyah bỏ cuộc

### Đông Á
| Đội 1                  | TTS      | Đội 2                 | Lượt đi | Lượt về |
| ---------------------- | -------- | --------------------- | ------- | ------- |
| Valencia               | (w/o)1   | Old Benedictines      | 1–0     |         |
| Mohammedan             | 12–12    | Electricity of Lao    | 8–0     | 4–1     |
| Pahang                 | 1–5      | Mastrans Bandung Raya | 0–1     | 1–4     |
| Hai Phong              | (w/o)3   | Lam Pak               |         |         |
| Bellmare Hiratsuka     | miễn đấu |                       |         |         |
| Nagoya Grampus Eight   | miễn đấu |                       |         |         |
| South China            | miễn đấu |                       |         |         |
| Ulsan Hyundai Horang-i | miễn đấu |                       |         |         |

1 Old Benedictines bỏ cuộc sau lượt đi 

2 Lượt về cũng được báo cáo là 0–1 

3 Lam Pak bỏ cuộc trước lượt đi

## Vòng Hai

### Tây Á
| Đội 1              | TTS     | Đội 2                  | Lượt đi | Lượt về |
| ------------------ | ------- | ---------------------- | ------- | ------- |
| Esteghlal          | 4–4 (a) | Navbahor Namangan      | 3–0     | 1–4     |
| Semetei Kyzyl-Kiya | 3–7     | Ordabasy-SKIF Chimkent | 1–0     | 2–7     |
| Al Hilal           | 6–1     | Al Arabi               | 6–0     | 0–1     |
| Al Ittihad         | 4–4 (a) | Al-Nasr                | 3–2     | 1–2     |

### Đông Á
| Đội 1                  | TTS    | Đội 2                | Lượt đi | Lượt về |
| ---------------------- | ------ | -------------------- | ------- | ------- |
| Bellmare Hiratsuka     | (w/o)1 | Valencia             | 7–0     |         |
| Ulsan Hyundai Horang-i | 8–12   | Mohammedan           | 5–0     | 3–1     |
| Mastrans Bandung Raya  | 1–5    | South China          | 1–1     | 0–4     |
| Hai Phong              | 1–4    | Nagoya Grampus Eight | 1–1     | 0–3     |

1 Valencia bỏ cuộc sau lượt đi 

2 Lượt đi cũng được báo cáo là 5–1

## Tứ kết

### Tây Á
| Đội 1     | TTS    | Đội 2                  | Lượt đi | Lượt về |
| --------- | ------ | ---------------------- | ------- | ------- |
| Esteghlal | 2–1    | Ordabasy-SKIF Chimkent | 1–0     | 1–1     |
| Al-Nasr   | (w/o)1 | Al Hilal               | 0–5     |         |

1 Al Nasr bỏ cuộc sau lượt đi

### Đông Á
| Đội 1                | TTS | Đội 2                  | Lượt đi | Lượt về |
| -------------------- | --- | ---------------------- | ------- | ------- |
| Bellmare Hiratsuka   | 1–2 | Ulsan Hyundai Horang-i | 1–0     | 0–2     |
| Nagoya Grampus Eight | 4–2 | South China            | 2–0     | 2–2     |

## Bán kết
| Al Hilal | 0–0 (h.p., 5 PK 4) | Esteghlal |
| -------- | ------------------ | --------- |
|          |                    |           |

| Ulsan Hyundai Horang-i | 0–5 | Nagoya Grampus Eight                                                                                               |
| ---------------------- | --- | --- |
|                        |     | Donald-Olivier Sié 11' · Tetsuo Nakanishi 36' · Dragan Stojković 58' · Shigeyoshi Mochizuki 71' · Kenji Fukuda 89' |

## Trận tranh hạng ba
| Ulsan Hyundai Horang-i | 1–0 | Esteghlal |
| ---------------------- | --- | --------- |
| Kim Ki-Nam 7'          |     |           |

## Chung kết
| Al Hilal                                    | 3–1 | Nagoya Grampus Eight |
| ------------------------------------------- | --- | -------------------- |
| Al Jaber 16' · Al Thunayan 75' · Bassir 82' |     | Tetsuo Nakanishi 27' |

## Đội vô địch
| Cúp các câu lạc bộ đoạt cúp bóng đá quốc gia châu Á 1996 Al Hilal Danh hiệu đầu tiên |